# Saint-Merd-la-Breuille
Saint-Merd-la-Breuille é uma comuna francesa na região administrativa da Nova Aquitânia, no departamento de Creuse. Estende-se por uma área de 40,19 km². Em 2010 a comuna tinha 198 habitantes (densidade: 4,9 hab./km²).